# Bertil Brolin
Bertil Olof Brolin, född 20 mars 1913 i Göteborg, död där 18 januari 2003, var en svensk målare och tecknare.
Han var son till kamreren Enoch Brolin och Alice, född Dahllöf. Brolin studerade för Nils Nilsson vid Valands målarskola i Göteborg 1937–1938 och 1941–1945 samt under studieresor till Frankrike, Nederländerna och Italien. Han arbetade som kursledare på ABF och som lärare vid Mölndals yrkesskola och flera andra skolar i Göteborg. 
Separat ställde han ut bland annat i Stockholm, Göteborg, Ludvika, Falun, Gävle, Örebro och Kalmar samt medverkade i samlingsutställningar på Göteborgs konsthall ett flertal gånger. Hans konst består av figursaker och landskapsmålningar i olja med västkusten och västerhavet som favoritmotiv och i en karaktäristisk blåton. Som van seglare var han hemmastadd i den bohuslänska skärgården. Svenska Dagbladets konstrecensent Stig Johansson beskriver, i samband med en utställning på Galerie S:t Nikolus i Stockholm, hur Brolin fångar naturens spontana skiftningar i sitt måleri: "(...)den snabba upplevelsen av fräsande havsvågor, vattenblänk i stilla vikar, ljuset över renspolade hällar, överförs alltid till ett klart och poetiskt tydligt uttryck".
Brolin är representerad vid Gävle museum, Helsingborgs museum och Borås konstmuseum. 
Han är begravd på Östra kyrkogården i Göteborg.